# Борго Ерас Б (Палермо)
Борго Ерас Б је насеље у Италији у округу Палермо, региону Сицилија.
Према процени из 2011. у насељу је живело 32 становника. Насеље се налази на надморској висини од 563 м.